# Les Amoureux des bancs publics
Les Amoureux des bancs publics, originellement Bancs publics, est une chanson française écrite et interprétée par Georges Brassens. Elle sort en 45 tours en 1953 et sur le 33 tours Le vent en février 1954.

## Histoire
La chanson serait inspirée du roman Amours en province de Jeanne Ramel-Cals (1926) dont Georges Brassens a souligné des passages concernant des « jardins publics » et des « amoureux sur les bancs ». Si Georges Brassens enregistre Bancs publics chez Polydor le 1er octobre 1953, il en aurait entrepris l'ébauche dans un carnet dès 1947.
Initialement, Georges Brassens intitule la chanson Bancs publics,. Dans le même temps, la chanteuse et amie du Sétois, Patachou, l'enregistre sous le titre Les Amoureux des bancs publics - elle sort sur le 33 tours 25 cm Patachou …chante Brassens (Minigroove/Philips, 2e série (N 76.010 R). Ce nouvel intitulé sera définitivement adopté sur les disques de Brassens à partir de septembre 1965, lors de la parution de la première collection « Les grands auteurs & compositeurs interprètes », réunissant sur huit disques toutes les chansons de Georges Brassens parues en ce temps (la chanson en question est gravée sur le disque n° 2).

## Reprises et adaptations
Reprises
Patachou chante également cette chanson en 1953, qu'elle enregistre sur le disque Patachou... chante Brassens
Adaptations
En 1986, la chanson est adaptée en allemand par Franz Josef Degenhardt, sous le titre Junge Paare auf Bänken.
En 2011, sort l'album Échos du monde, sur lequel est présent une adaptation en japonais interprétée par Fubuki Koshiji.
Influence et inspiration
L'instrumental Mazurka Maria, enregistré en 1956 à Porto Rico par le Cuarteto Puerto Rico, présente de fortes similitudes rythmiques et mélodiques avec la chanson Bancs publics[réf. nécessaire].